# فريد كارنو
فريدريك جون وستكوت (بالإنجليزية: Frederick John Westcott)، (26 مارس 1866 - 18 سبتمبر 1941)، المعروف باسمه المسرحي فريد كارنو، وهو متعهد مسرحي إنجليزي في قاعة الموسيقى البريطانية. يعود له الفضل في شهرة المقلب (فطيرة الكسترد في الوجه) ككوميدية من تهريجية. خلال تسعينات القرن 19، من أجل التحايل على رقابة المسرح، طور «كارنو» شكل من أشكال الكوميديا القصيرة بدون حوار.

## وصلات خارجية
- Fred Karno, Tagg's Island and the Astoria نسخة محفوظة 16 يوليو 2012 على موقع واي باك مشين.
- The Charlie Hall Picture Archive نسخة محفوظة 3 مارس 2016 على موقع واي باك مشين.
- Fred Karno biography
- فريد كارنو على موقع IMDb (الإنجليزية)
- فريد كارنو على موقع قاعدة بيانات الفيلم (الإنجليزية)
- Fred Karno at the Music Hall Guild of Great Britain